# Gymnothorax annulatus
Gymnothorax annulatus és una espècie de peix de la família dels murènids i de l'ordre dels anguil·liformes.

## Morfologia
Els mascles poden assolir els 50,1 cm de longitud total.

## Distribució geogràfica
Es troba a Tailàndia i les Filipines.